# ستيفن سكوت (لاعب رماية)
ستيفن سكوت (بالإنجليزية: Steven Scott) هو لاعب رماية بريطاني، ولد في 10 يناير 1985 في لويشام ‏ في المملكة المتحدة.

## وصلات خارجية
- ستيفن سكوت على موقع الاتحاد الدولي (الإنجليزية)
- ستيفن سكوت على موقع اللجنة الأولمبية الدولية (الإنجليزية)
- ستيفن سكوت على موقع أوليمبيديا (الإنجليزية)
- ستيفن سكوت على موقع اللجنة الأولمبية البريطانية (الإنجليزية)
- ستيفن سكوت على موقع اتحاد ألعاب الكومنولث (مؤرشف) (الإنجليزية)
- ستيفن سكوت على موقع دورة ألعاب الكومنولث 2014 (مؤرشف) (الإنجليزية)